# Vạn Mỹ
Vạn Mỹ là một phường cũ từng thuộc quận Ngô Quyền, thành phố Hải Phòng, Việt Nam.

## Địa lý
Phường Vạn Mỹ có diện tích 1,13 km², dân số năm 2022 là 20.859 người, mật độ dân số đạt 18.459 người/km².

## Lịch sử
Ngày 15 tháng 1 năm 1981, UBND TP. Hải Phòng ban hành Quyết định số 83/QĐ-UBND về việc thành lập phường Vạn Mỹ thuộc quận Ngô Quyền.
Ngày 18 tháng 5 năm 1981, Hội đồng Chính phủ ban hành Quyết định số 186-CP về việc sáp nhập thôn Vạn Mỹ của xã Đông Hải thuộc huyện An Hải vào phường Vạn Mỹ quản lý.
Ngày 20 tháng 7 năm 2022, HĐND TP. Hải Phòng ban hành Nghị quyết số 26/NQ-HĐND về việc:
- Sáp nhập một phần của tổ dân phố số 2 và tổ dân phố số 5 vào tổ dân phố số 1.
- Sáp tổ dân phố số 3 và tổ dân phố số 4 vào một phần của tổ dân phố số 2.
- Thành lập tổ dân phố số 3 trên cơ sở 3 tổ dân phố: số 6, số 7, số 8.
- Thành lập tổ dân phố số 10 trên cơ sở 3 tổ dân phố: số 30, số 31, số 36.
- Thành lập tổ dân phố số 11 trên cơ sở 2 tổ dân phố: số 22, số 32 và một phần của tổ dân phố số 40.
- Thành lập tổ dân phố số 12 trên cơ sở tổ dân phố số 33 và một phần của tổ dân phố số 40.
- Thành lập tổ dân phố số 13 trên cơ sở tổ dân phố số 34 và tổ dân phố số 35.

Ngày 16 tháng 6 năm 2025, Ủy ban Thường vụ Quốc hội ban hành nghị quyết sắp xếp đơn vị hành chính cấp xã của thành phố Hải Phòng năm 2025. Theo đó, toàn bộ diện tích tự nhiên, quy mô dân số của phường Vạn Mỹ được sắp xếp toàn bộ diện tích tự nhiên, quy mô dân số của các phường Máy Chai, Cầu Tre, một phần diện tích tự nhiên, quy mô dân số của phường Gia Viên và phường Đông Khê thành phường mới có tên gọi là phường Ngô Quyền.